# Saint-Sylvestre-sur-Lot
 Saint-Sylvestre-sur-Lot  là một xã thuộc tỉnh Lot-et-Garonne trong vùng Nouvelle-Aquitaine phía tây nam nước Pháp. Xã này nằm ở khu vực có độ cao trung bình 54 mét trên mực nước biển.